# Szomáli galamb
A szomáli galamb (Columba oliviae) a madarak osztályának galambalakúak (Columbiformes) rendjéhez és a galambfélék (Columbidae) családjához tartozó faj.
A magyar név forrással nincs megerősítve, lehet, hogy az angol név tükörfordítása (Somali Pigeon).

## Előfordulása
Szomália területén honos.